# Supererde
Supererde ist eine Bezeichnung für einen großen extrasolaren terrestrischen Planeten. Die Bezeichnung richtet sich lediglich nach der Masse, macht jedoch keine Aussagen zur Oberflächenbeschaffenheit oder Bewohnbarkeit des Planeten. Dem geläufigsten Maßstab zufolge muss dieser mindestens so schwer wie die Erde, aber leichter als der Planet Uranus sein, dementsprechend die 1- bis 14-fache Erdmasse aufweisen. Andere gängige Definitionen setzen die 1- bis 10- bzw. 5- bis 10-fache Erdmasse voraus. Bei noch größerer Masse wird von einer Mega-Erde gesprochen. Des Weiteren wird der Planet allgemein durch den von ihm umkreisten Stern ausreichend bestrahlt, da er als kalter Planet dieser Größe in dieser Systemanordnung nur wenig Gas verlieren und zu einem Gasplaneten werden würde.
Es gab einige Entdeckungen von Supererden seit der Entdeckung von Gliese 876 d durch ein von Eugenio Rivera geleitetes Team. Das Sonnensystem enthält keine vergleichbaren Planeten. Der größte terrestrische Planet des Sonnensystems ist die Erde und der nächstgrößere Planet Uranus hat bereits 14 Erdmassen.

## Nachweis
Aufgrund mangelnder Genauigkeit der Messverfahren konnte bisher bei den meisten Exoplaneten, die in die Gruppe der Supererden eingeordnet wurden, eine erdähnliche Natur nicht zweifelsfrei nachgewiesen werden. Bei Planeten mit Massen von weniger als etwa 14 Erdmassen ist es schwierig zu entscheiden, wann eine eventuell vorhandene dichte Gashülle nicht mehr als dichte Atmosphäre, sondern als Gasmantel um einen festen Kern gewertet wird (Gasplanet). Um zu entscheiden, ob es sich um einen Gesteinsplaneten oder um einen Hot Neptune handelt, ist es erforderlich, die mittlere Dichte des Objekts möglichst genau zu bestimmen. Die beiden vorherrschenden Methoden zum Nachweis von Exoplaneten liefern beide für sich alleine nur unvollständige Hinweise. Während mit der Transitmethode eine Aussage über den Radius eines Planeten, nicht aber über die Masse möglich ist, liefert die Radialgeschwindigkeitsmethode zwar keine Aussage über den Radius, dafür aber über die Masse. Allerdings besteht bei der Radialgeschwindigkeitsmethode zusätzlich die Unsicherheit der oft unbekannten Inklination, so dass die Massenangabe meist nur um die Untergrenze der möglichen Masse des Planeten ist. Bei einigen wenigen Planeten ist durch den Nachweis der Planeten mit beiden Methoden eine bessere Einordnung möglich.
Der erste zweifelsfrei nachgewiesene extrasolare Gesteinsplanet ist der Anfang 2009 entdeckte Planet CoRoT-7 b (vormals CoRoT-Exo-7 b). Später kam mit Kepler-10b ein weiterer nachgewiesener Gesteinsplanet dazu. Der Nachweis als Gesteinsplanet erfolgt über die Dichte, welche sich im Bereich der erdähnlichen Planeten bewegen muss.

## Entdeckungen

### Erste Supererde
Die ersten Supererden wurden von Wolszczan und Frail um den Pulsar PSR B1257+12 im Jahre 1992 gefunden. Die Pulse des Sterns kamen mit regelmäßigen Verzögerungen an, was die Wissenschaftler darauf hinwies, dass er von zwei Trabanten begleitet wird. Bei dieser Art der Messung handelt es sich um die Timing-Methode. Die zwei äußeren Planeten von insgesamt vier entdeckten Trabanten des Systems besitzen ungefähr 4 Erdmassen, sind also zu klein für Gasplaneten.

### Weitere bedeutende Supererden

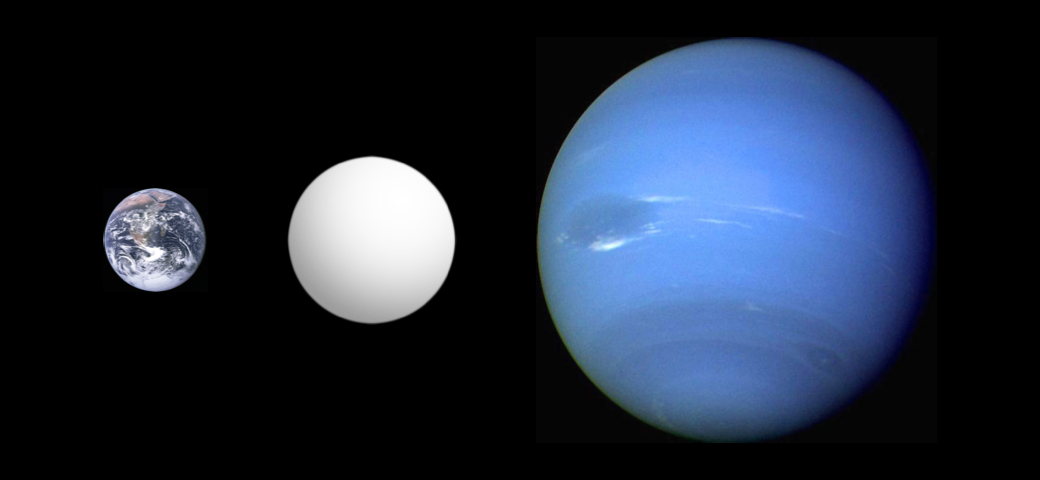
Größenvergleich der Supererde Corot-7 b mit der Erde und Neptun

Die erste Supererde um einen Hauptreihenstern wurde 2005 durch ein von Eugenio Rivera geleitetes Team entdeckt. Der Planet umkreist Gliese 876 und wurde als Gliese 876 d bezeichnet (zwei jupitergroße Planeten waren zuvor im selben System entdeckt worden). Er hat Schätzungen zufolge mindestens die knapp 6-fache Erdmasse und eine sehr kurze Umlaufzeit von nur zwei Tagen. Durch die große Nähe von Gliese 876 d zu seinem Stern hat seine Oberfläche eine Temperatur von 650 Kelvin.
Zwei weitere Supererden wurden im Jahr 2006 entdeckt: OGLE-2005-BLG-390Lb mit mindestens dem 5,4-fachen der Erdmasse, der mit der Microlensingmethode entdeckt wurde, und HD 69830 b mit wenigstens 10 Erdmassen. Beide Exoplaneten umkreisen jeweils einen Hauptreihenstern, einen so genannten Roten Zwerg.
Im Juni 2008 gab David P. Bennett die Entdeckung des Exoplaneten MOA-2007-BLG-192-Lb, bei einer Tagung der amerikanischen astronomischen Gesellschaft bekannt. Diese Supererde hat 3,2-mal so viel Masse wie die Erde und umkreist einen Braunen Zwerg im Sternbild Schütze. Der etwa 300 Lichtjahre entfernte Planet besteht vermutlich zum größten Teil aus Eis und Gestein und wurde durch den Microlensing-Effekt aufgespürt.
Im selben Monat wurde die Entdeckung von gleich drei Supererden um den sonnenähnlichen Stern HD 40307 im Sternbild Maler durch die ESO bekannt. Für den kleinsten Planeten des 42 Lichtjahre entfernten Sterns beträgt die Mindestmasse nur rund 4 Erdmassen.
Anfang Februar 2009 gab die Thüringer Landessternwarte die Entdeckung eines extrasolaren Gesteinsplaneten namens CoRoT-7 b bekannt. Der nur 1,75 Erdradien große Planet wurde im Januar mit Hilfe des Weltraumteleskops CoRoT durch die Transitmethode entdeckt. Bei der Entdeckung handelt es sich um den ersten nachgewiesenen terrestrischen Exoplaneten und damit um die erste zweifelsfreie Supererde. Mit einer Umlaufzeit von nur etwa 20 Stunden hält der Planet einen weiteren Rekord. Aufgrund seiner geschätzten Masse und seiner Nähe zum Mutterstern war es nahezu unmöglich, dass es sich um einen Gas- oder Eisriesen handelt. Somit vermutete man, dass es sich um einen erdähnlichen Planeten handeln muss. Nach längeren Beobachtungen und Messungen mit dem HARPS-Instrument am 3,6-Meter-Teleskop der ESO wurde im September desselben Jahres die Vermutung bestätigt. CoRoT-7 b besitzt demnach die etwa 5-fache Erdmasse und eine vergleichbare mittlere Dichte wie die Erde.
Im April 2009 verkündete Michel Mayor des Genfer Observatoriums die Entdeckung des Planeten Gliese 581 e. Mit einer Mindestmasse von 1,9 Erdmassen ist er einer der bislang masseärmsten Exoplaneten.
Die ersten beiden Supererden um sonnenähnliche Sterne, 61 Vir b und HD 1461 b, wurden Ende 2009 entdeckt.

### Entdeckungen durch die Kepler-Mission

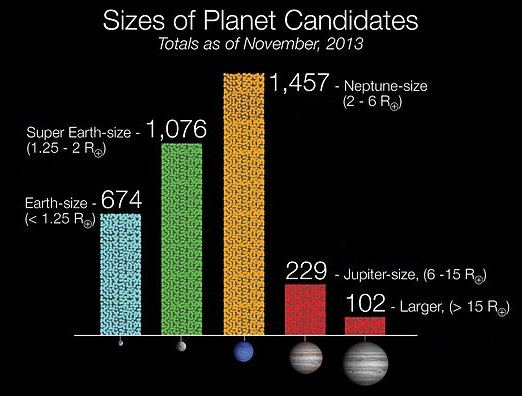
Verteilung der Größen der Planeten, welche mit Kepler entdeckt wurden (Stand 2013)

Das Weltraumteleskop Kepler entdeckte mittels der Transitmethode eine Vielzahl an vermuteten Supererden. Statistische Auswertungen lassen vermuten, dass Planeten von der Größe einer Supererde bis zur Größe von Neptun die häufigste Gruppe von Planeten in der Milchstraße darstellt.

### Erste Supererden in der bewohnbaren Zone
Im April 2007 verkündete ein von Stéphane Udry geleitetes Team (ansässig in der Schweiz) die Entdeckung von zwei neuen Supererden um Gliese 581, beide in der bewohnbaren Zone, in der flüssiges Wasser existieren könnte. Gliese 581 c, der 5 Erdmassen besitzt und 0,073 AE oder 11 Millionen Kilometer von Gliese 581 entfernt ist, befindet sich am „warmen“ Rand der bewohnbaren Zone um Gliese 581, mit einer geschätzten Durchschnittstemperatur (ohne atmosphärische Effekte) von −3 °C bei einer Venus-ähnlichen Albedo und 40 °C bei einer erdähnlichen. Er ist der erste erdähnliche Exoplanet mit lebensfreundlichen Temperaturen. Nach neueren Computermodellen einiger Wissenschaftler ist Gliese 581 c jedoch möglicherweise zu heiß, um flüssiges Wasser zu beherbergen. Danach würde der Exoplanet eher der Venus ähneln und Kohlendioxid und Methan die Atmosphäre durch einen Treibhauseffekt auf über 100 °C erwärmen, sodass kein Wasser in flüssiger Form zu erwarten wäre. Die zweite Supererde im System, Gliese 581 d ließ sich jedoch nicht bestätigen und existiert vermutlich nicht.
Eine Supererde mit akzeptablen Temperaturen und möglichen Wasservorkommen, K2-18b, wurde 2015 entdeckt. 2019 wurden Untersuchungen der Atmosphäre veröffentlicht. Die Supererde K2-18b kreist um einen Zwergstern im Sternbild Löwe, 124 Lichtjahre von der Erde entfernt. Er hat die achtfache Masse und mehr als den doppelten Durchmesser der Erde, berichtet das Forscherteam um Angelos Tsiaras und Ingo Waldmann vom University College London im Fachblatt "Nature Astronomy".

## Eigenschaften
Infolge ihrer höheren Masse besitzen Supererden von der Erde abweichende physikalische Eigenschaften. In einer Studie über Gliese 876 d durch ein von Diana Valencia geleitetes Team stellte sich heraus, dass es möglich ist, aus dem durch die Transitmethode gemessenen Radius zu folgern, ob es sich bei dem entdeckten Planeten um eine Supererde handelt. Für Gliese 876 reichen die Kalkulationen von 9.200 km (1,4 Erdradien) für einen felsigen Planeten mit großem Eisenkern bis 12.500 km (2,0 Erdradien) für einen wässerigen und eisigen Planeten. Mit dieser Spannweite an Radien könnte die Supererde Gliese 876 d eine Oberflächengravitation zwischen 1,9 g und 3,3 g besitzen. Hohe Oberflächengravitation (allgemein höher als Neptun- und Saturn-große Planeten und in bestimmten Fällen größer als Jupiter-große Planeten) ist eine herausragende Eigenschaft von Supererden.
Weitere theoretische Arbeiten von Valencia und anderen kamen zu dem Ergebnis, dass Supererden geologisch aktiver als die Erde sind, mit stärkerer Plattentektonik unter größeren Belastungen. Faktisch ergaben ihre Modelle, dass die Erde selbst ein „grenzwertiger“ Fall ist und gerade groß genug ist, um Plattentektonik auszubilden.